# Баратов, Басызбек
Басызбек Баратов (кирг. Басызбек Баратов; род. 22 октября 1991; Джалал-Абад, Кыргызстан) — киргизский боксёр-профессионал, выступающий в лёгкой весовой категории.

## Биография
Спортом начал заниматься в 12 лет под началом заслуженного тренера Киргизской Республики Садыка Сабирова.

В 17 лет переехал в Москву.

В 19 лет стал чемпионом России среди молодёжи и получил звание мастера спорта Российской Федерации.

В составе сборной России неоднократно побеждал в международных соревнованиях, также становился чемпионом России среди Вооружённых сил.

Баратов Басызбек является 4-кратным чемпионом Москвы.

В 22 года стал чемпионом Киргизской Республики среди взрослых.

Количество боёв — 148, побед — 139, поражений — 9.

В 2014-2015 года - проходил службу Вооружённых Силах России в городе Балашиха, Московская область Россия, и одновременно выступал за сборную команды Российской Федерации.

В 2015 году Баратова одновременно пригласили в сборную Азербайджана по боксу «Baku Fires” WSB (World Series Boxing), в Федерацию бокса Республики Казахстан Кызылординской области и в боксёрскую организацию Diesel Fit Boxing в Филадельфии США.

Баратов выбрал США и уехал где подписал контракт на 3 года.

Баратов сейчас выступает за Питсбургский клуб «Conn Greb Boxing club”, его менеджер Michael Mcsorley Jr.

Семья: Женат двое детей

### Образование
2008-2011 года - Политехнический Колледж #8 имени дважды героя советского союза И.Ф.Павлова (по специальности Монтажник Радиоэлектронный Аппаратуры и Приборов)

2011-2014 года - Государственное бюджетное профессиональное образовательное учреждение города Москва, «Колледж физической культуры и спорта «Спарта» Департамента физической культуры и спорта города Москва (По специальности Педагог по физической культуре и спорта)

В данный момент учится на 3-м курсе дистанционно, по специальности педагог по физической культуре и спорту, Международный университет имени К. Ш. Токтомаматова 
Джалал-Абад, Кыргызстан.

## Награды и медали
| Чемпионат России среди молодёжи, Санкт-Петербург | Чемпионат России среди молодёжи, Санкт-Петербург | Чемпионат России среди молодёжи, Санкт-Петербург |
| ------------------------------------------------ | ------------------------------------------------ | ------------------------------------------------ |
| 1                                                | 2010 год                                         | до 48 кг                                         |
| Чемпионат Москвы                                 |                                                  |                                                  |
| 2                                                | 2011 год                                         | до 49 кг                                         |
| 1                                                | 2013 год                                         | до 49 кг                                         |
| 1                                                | 2014 год                                         | до 52 кг                                         |
| Чемпионат России среди Вооружённых сил, Кемерово |                                                  |                                                  |
| 1                                                | 2013 год                                         | до 49 кг                                         |
| Чемпионат Кыргызстана среди взрослых, Бишкек     |                                                  |                                                  |
| 1                                                | 2013 год                                         | до 49 кг                                         |